# Віз для сіна
«Віз для сіна» (англ. The Hay Wain) — картина англійського художника Джона Констебла, створена у 1821 році. Експонується в лондонській Національній галереї. Картина вважається найвідомішим твором Констебля і одним з найкращих зразків англійського живопису.

## Історія
Картина належить до серії полотен Констебла, які умовно називають «шестифутовими». Ці картини були написані для щорічної літньої виставки у Королівській академії мистецтв. Спочатку в Саффолку художник зробив на пленері ряд ескізів деталей сцени. Потім, як і до інших картин цієї серії, художник зробив для «Возу…» повномасштабний ескіз, який зараз зберігається в Музеї Вікторії та Альберта. Сама картина була написана в майстерні художника в Лондоні.
Спочатку митець виставляв картину під назвою «Пейзаж: вечір».
Вперше картина була виставлена в Королівській академії у 1821 році, але не була ніким куплена. Проте у Франції, де вона виставлялася з іншими картинами художника, картина була високо оцінена Теодором Жеріко. На виставці у Салоні 1824 року вона викликала сенсацію, і Констебл був нагороджений Золотою медаллю Карла Х. Твори Констебла надихнули молоде покоління французьких художників, у тому числі, й Ежена Делакруа.
«Віз для сіна» разом із трьома іншими творами Констебла був проданий англійському торговцю картинами Джону Ерроусміту і доставлений назад до Англії, де його придбав інший торговець — Д. Т. Вайт, який згодом продав картину містеру Янгу з Райду на острові Вайт. Саме там картина привернула увагу колекціонера Генрі Вогана та художника Чарльза Роберта Леслі. Після смерті Янга Воган придбав полотно, а в 1886 році подарував його Національній галереї, де картина експонується до сьогодні.
У своєму заповіті Воган також відписав повномасштабний ескіз картини, зроблений мастихіном, Саут-Кесінгтонському музею (зараз Музей Вікторії та Альбрехта).

## Опис
На картині зображена місцевість у Саффолку неподалік від присілку Флетфорд на річці Стор. Пара коней тягне візок через річку. Праворуч на лузі у віддалі видно косарів за роботою.
Зліва зображено котедж біля Флетфордського млина, який за часів Констебла орендував фермер Вільям Лотт. Зараз будинок так і називають — Котедж Віллі Лотта. Цей будинок зображено і на деяких інших полотнах Констебла.
Сьогодні ця місцевість (котедж, русло річки) виглядає майже так само, як і за часів Констебла.